# 林玄仲
林 玄仲（はやし げんちゅう、寛政7年6月27日〔1795年8月11日〕 - 明治11年〔1878年〕8月21日）は、江戸時代に医師として、明治時代に度会府の役人として活動した人物。誠実にして質素な生活を心がけたことで巨額の富を築き、永代義倉講金を創設して、郷土の人々に恩恵をもたらした。

## 経歴
寛政7年6月27日（グレゴリオ暦：1795年8月11日）に父・宗吉、母・つじの間に大形家の長男として、志摩国答志郡穴川村（現・三重県志摩市磯部町穴川）に生まれる。幼名は大形半次郎であった。宗吉・つじ夫妻は結婚後数年を経ても子供ができなかったため、佐美長神社に祈願してようやく授かった子が半次郎であったという。孝行息子の半次郎は父母を助け、農作業をする日々を送っていたが、17歳の時に医学を志して江戸に上った。
江戸に上った半次郎は、伊予国今治藩の侍医である林玄曠の知遇を得て文化12年（1815年）に玄曠の養子となり、禄高100石30人扶持となった。この時、名を林玄仲と改めた。字は忍種杏園である。天保9年（1838年）には江戸幕府の奥医師となり、多くの大名から信頼を得ていた。奥医師時代に御柳と結婚した。麹町三丁目に居住していた時代があり、自宅付近の坂道を石畳舗装して雨天時の通行も容易にしたことから、その坂は「玄仲坂」と呼ばれるようになった。
幕末に奥医師を辞し、伊勢国山田（現・三重県伊勢市）へ引っ越す。ここで度会府知事の橋本実梁に請われて度会府・度会県の役人となり、府政・県政に参与した。役人時代も玄仲の自宅には多くの患者が治療してほしいと訪れたという。
老後は生まれ故郷の穴川村に帰り、地域の子供達を教育するとともに郷土の発展に努めた。特に慶応元年（1865年）には金750両を拠出して「永代義倉講金」を創設し、村に預金することで発生する利子で雑穀類を買って蓄えておき、窮乏する村人の救済に充てた。その恩恵は志摩国磯部・加茂・神明・立神にまで及んだ。明治9年（1876年）には「永代義倉講金」に250両を追加投入して1000両に増加させた。「永代義倉講金」は学制発布による磯部の村々に設置された学校（後に統合され志摩市立磯部小学校となる）の設置資金となった。
明治10年（1877年）、息子・純造の住む大阪へ移り、老齢のため病気にかかり、翌明治11年（1878年）に亡くなった。

## 人物
粗衣粗食を心がけ、食事は米を半分搗いた「半搗米」を食べ、周りの人にも勧めていた。半搗米がまずいと言った人には「うまくなければ、一飯抜けばいい」と返したという。質素な生活を徹底したため、来客時にもてなす膳や椀はおろか、茶器すらなかったと伝えられる。

## 墓所と供養
墓は志摩市磯部町穴川の北方の丘の上にある穴川共同墓地内にある。墓碑には、表面に「齢仙院玄仲居士 文久三癸亥年自建之」、背面に「一切衆生罪滅生善」と刻まれ、東脇に「南無妙法蓮華経」、西脇に「南無阿弥陀仏」と記された副碑が建立されている。
1900年（明治33年）11月6日に13回忌として磯部村の職員や村の各区長などを招き、安心寺で大法要を行った。磯部町穴川では毎年8月15日に安心寺にて玄仲の追善供養のために施餓鬼を行っている。

## 頌徳碑
志摩市立磯部小学校正門前に林玄仲翁頌徳碑がある。頌徳碑は磯部村の当時の村長・西村源之助らが発起人となり、1898年（明治31年）に玄仲の生まれ故郷である磯部町穴川に建てられた。ほどなく磯部町上之郷と磯部町川辺の境界付近、御幸道（ごこうみち、現国道167号）沿いに移ったが、1929年（昭和4年）に志摩電気鉄道（現近鉄志摩線）の建設のために磯部尋常高等小学校（現・志摩市立磯部小学校）前に移った。